# Ommatoiulus sabulosus
Espèce
Ommatoiulus sabulosus est une espèce de myriapodes diplopodes de la famille des Julidae (iules) de plus de 4 cm de long.
Synonyme :
- Schizophyllum sabulosus

## Description
Cet iule a jusqu'à 202 pattes et 55 segments de corps. Sa coloration est variable, mais il a souvent deux bandes dorsales rouges sur fond brun-noir. Il existe une variante méridionale, Ommatoiulus sabulosus aimatopodus, bien adapté au climat méditerranéen, qui se caractérise notamment par l'absence de bandes claires sur le dos à l'âge adulte.

## Habitats
On le trouve en général sur les sols et les plantes humides et en particulier sur l'aulne et dans les forêts de pins. Il se nourrit de végétaux morts. Il est également considéré comme une espèce indicatrice de zones sableuses telles que les landes.

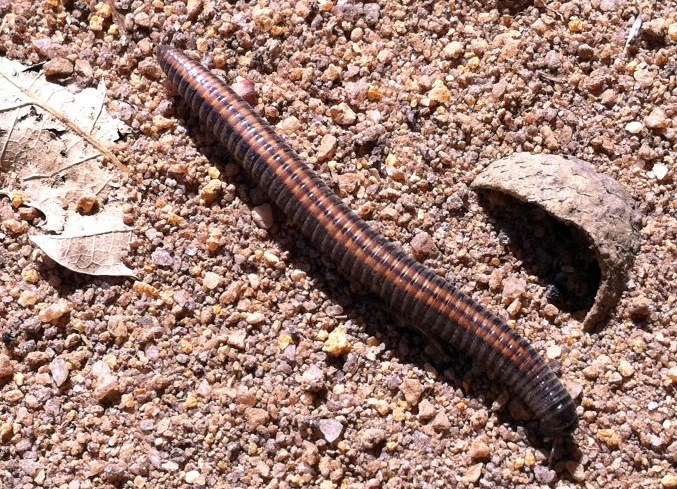
Ommatoiulus sabulosus